# Teucrium oliverianum
Teucrium oliverianum là một loài thực vật có hoa trong họ Hoa môi. Loài này được Ging. ex Benth. miêu tả khoa học đầu tiên năm 1835.